# Hussain Ahmed Madani
Sayyid Hussain Ahmed Madani, né le 6 octobre 1879 à Bangarmau (en) (Raj britannique) et mort le 5 octobre ou le 5 décembre 1957 à Deoband (en) (Inde) est un érudit musulman (alem) indien.  
Ses partisans l'appelaient "Cheikh al-Islam, Cheikh des Arabes et des Ajam" en reconnaissance de son expertise dans le hadîth et dans la jurisprudence islamique (fiqh). Il fut l'un des premiers récipiendaires de l'honneur civil de Padma Bhushan en 1954 ,. Selon le journal The Nation , « les dignitaires de Deoband ont entamé leur lutte contre la domination impériale du sous-continent indo-pakistanais à un moment où personne n'osait prononcer un mot contre la domination britannique. »
Madani a joué un rôle-clé dans la consolidation du pacte Congrès-Khilafat dans les années 1920. « Grâce à une série de conférences et de pamphlets dans les années 1920 et 1930, Madani a préparé le terrain pour la coopération des oulémas indiens avec le Congrès national indien. »
Son ouvrage Muttahida Qaumiyat Aur Islam est publié en 1938 et prône pour un pays uni, en opposition à la partition de l'Inde.

## Voir également
- Deobandi
- Bahishti Zewar
- Mufti Muhammad Shafi
- Muhammad Taqi Usmani
- Muhammad Rafi Usmani
- Ebrahim Desai
- Ahmad Shafi
- Syed Waheed Ashraf
- Anwar Shah Kashmiri